# Walerij Lichodiej
Walerij Witaljewicz Lichodiej (ros. Валерий Витальевич Лиходей; ur. 23 października 1986 w Rostowie nad Donem) – rosyjski koszykarz, występujący na pozycjach niskiego i silnego skrzydłowego.
8 sierpnia 2018 został zawodnikiem Anwilu Włocławek.
27 czerwca 2019 po raz drugi w karierze dołączył do rosyjskiego Uniksu Kazań.
6 lipca 2020 zawarł drugą w karierze umowę z Anwilem Włocławek. 2 lutego 2021 opuścił klub z Włocławka i podpisał kontrakt z Legią Warszawa.

## Osiągnięcia
Stan na 3 listopada 2021, na podstawie, o ile nie zaznaczono inaczej.
Drużynowe
- Mistrz:
  - Eurocup (2013)
  - FIBA EuroCup Challenge (2007)
  - Polski (2019)[9]
- Wicemistrz VTB (2013, 2016, 2017)
- Brąz EuroChallenge (2009)
- Finalista:
  - pucharu Rosji (2014)
  - Superpucharu Polski (2018[10], 2020[11])
- Uczestnik Eurocup Final Four (2012)

Indywidualne
(* – nagrody przyznane przez portal eurobasket.com)
- Zaliczony do składu honorable mention rosyjskiej ligi PBL (2011)*
- Uczestnik meczu gwiazd ligi rosyjskiej (2011)

Reprezentacja
- Wicemistrz uniwersjady (2009)
- Zaliczony do III składu uniwersjady (2009)*
- Uczestnik:
  - kwalifikacji do Eurobasketu (2014)
  - U–18 (2004 – 6. miejsce)